# Карна (район Гуменне)
Карна (словац. Karná) — село и одноимённая община в районе Гуменне Прешовского края Словакии. Расположенный в восточной части Словакии в южной части Низких Бескидов в долине потока Лесковчик.

## История
Впервые упоминается в 1543 году.
В селе есть римо-католический костел с 1770 году в стиле барокко-классицизма, в 1924 году перестроен.

## Население
| Год:                | 1994 | 2004    | 2014    | 2024 |
| ------------------- | ---- | ------- | ------- | ---- |
| Количество человек: | 435  | 447     | 457     | 457  |
| Разница:            |      | +2,75 % | +2,23 % | +0 % |

Национальный состав населения (по данным последней переписи населения 2001 года):
- словаки — 87,02 %
- цыгане — 12,08 %

Состав населения по принадлежности к религии состоянию на 2001 год:
- римо-католики — 97,32 %
- греко-католики — 0,89 %
- не считают себя верующими или не принадлежат к одной вышеупомянутой конфессии — 0,89 %